# Bident auri
El  bident auri (Bidens aurea), és una planta amb flors del gènere Bidens dins la família de les asteràcies nadiua d'Amèrica del Nord.
Addicionalment pot rebre els noms de cànem de séquia i te de séquia. També s'han recollit les variants lingüístiques cànem de séquia i te de séquia.

## Descripció
Planta herbàcia erecta vivaç de 50 cm a 1m d'altura. Les flors, sèssils, s'agrupen en inflorescències en capítol amb lígules, floreix a la tardor. El fruit és un aqueni.

## Hàbitat i distribució
És originària del sud dels EUA (Arizona) i tota l’àrea de Mèxic.
En el seu hàbitat natural creix en sòls arenosos. Habitual en vores de camins, carreteres i panissars. Des del nivell del mar fins als 2700 d'altitud.

## Taxonomia

### Etimologia
El nom del gènere, Bidens, està format per les paraules llatines, bi (dues) i dens (dents) i fa referència a les dues arestes que pot tenir la seva cípsela. L'epítet de l'espècie, ferulifolia, està format per la combinació de dos mots llatins, folia (fulla) i ferula (canyaferla), a causa de la semblança de les fulles amb les del gènere Ferula.

### Sinònims
El següents noms científics són sinònims de Bidens aurea:
- Bidens arguta Kunth
- Bidens arguta var. luxurians (Willd.) DC.
- Bidens aurea var. wrightii (A.Gray) Sherff
- Bidens decolorata Kunth
- Bidens ferulifolia (Jacq.) Sweet
- Bidens ferulifolia var. foeniculifolia (DC.) Sherff
- Bidens ferulifolia var. ludens (A.Gray) Sherff
- Bidens ferulifolia var. typica Sherff
- Bidens foeniculifolia DC.
- Bidens heterophylla Ortega
- Bidens heterophylla var. wrightii A.Gray
- Bidens longifolia DC.
- Bidens ludens A.Gray
- Bidens luxurians Willd.
- Bidens procera D.Don
- Bidens schaffneri var. wrightii (A.Gray) Melchert
- Bidens tetragona (Cerv.) DC.
- Bidens warszewicziana Regel
- Bidens warszewicziana var. bipinnata Regel
- Bidens warszewicziana var. pinnata Regel
- Bidens warszewicziana var. simplicifolia Regel
- Coreopsis ambigua Nutt.
- Coreopsis arguta Pursh
- Coreopsis aurea Aiton
- Coreopsis aurea var. incisa Torr. & A.Gray
- Coreopsis aurea var. leptophylla (Nutt.) Torr. & A.Gray
- Coreopsis aurea var. subintegra Torr. & A.Gray
- Coreopsis coronata Walter
- Coreopsis ferulifolia Jacq.
- Coreopsis foeniculacea Moc. & Sessé ex DC.
- Coreopsis incurva Moench
- Coreopsis lucida Cav.
- Coreopsis nitida Cav.
- Coreopsis tetragona Cerv.
- Coreopsis trichosperma var. aurea (Aiton) Nutt.
- Diodonta aurea (Aiton) Nutt.
- Diodonta leptophylla Nutt.
- Diodonta mitis Nutt.
- Kerneria ferulifolia (Jacq.) Cass.

## Usos
És l'espècie més cultivada del gènere Bidens per la seua rusticitat i creixement ràpid. Molt interessant en la majoria de jardins gràcies a la seua adaptabilitat i floració molt vistosa des de la primavera fins a l’arribada del fred (tolera fins a –5º C). Ideal per a rocalles. Apte com a peus aïllats, en voreres o per a formar masses denses en parterres com a entapissant, i en terrenys en pendent. Viu bé en cossiols en jardins o balcons. La planta és vivaç, però en zones frígides es comporta com a anual.
En jardineria és molt emprada pels seus pocs requeriments, a més, creix amb extraordinària facilitat i rapidesa. La seua floració és més abundant i es perllonga més en el temps a ple sol, tot i que s'adapta bé a situacions de mitja ombra. Requereix regs freqüents i abundants durant el període de floració, sobretot en zones ventoses o molt caloroses. Les podes a principi de primavera rejoveneixen la planta. No requereix adobs especials, amb un colp de bon compost a l'any és suficient. Prou resistent a plagues i malalties.
Com sol ser comú dins la família de les asteràcies, aquesta espècie és excel·lent com a font de pol·len i nèctar per a abelles, papallones i altres insectes benèfics. Per això, és recomanable per a plantar-la en jardins o horts com a planta insectari.

### Reproducció
Es reprodueix per llavor a l'hivern, a recer germina en 2-3 setmanes a 15-18 °C, o directament al sòl a la primavera. S'esqueixa fàcilment per esqueix apical a la primavera o tardor i per divisió de mata.

## Galeria

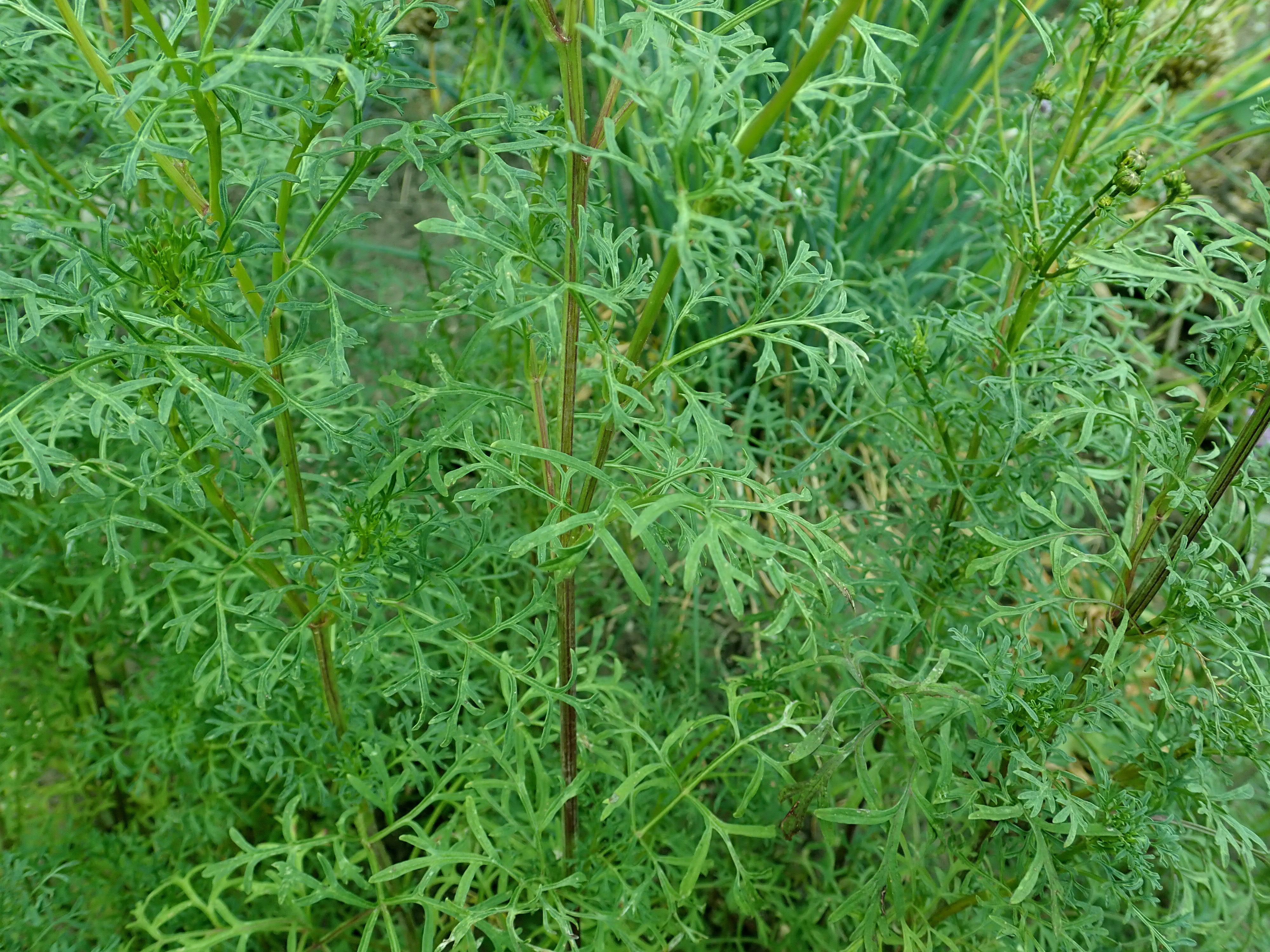
Fulles
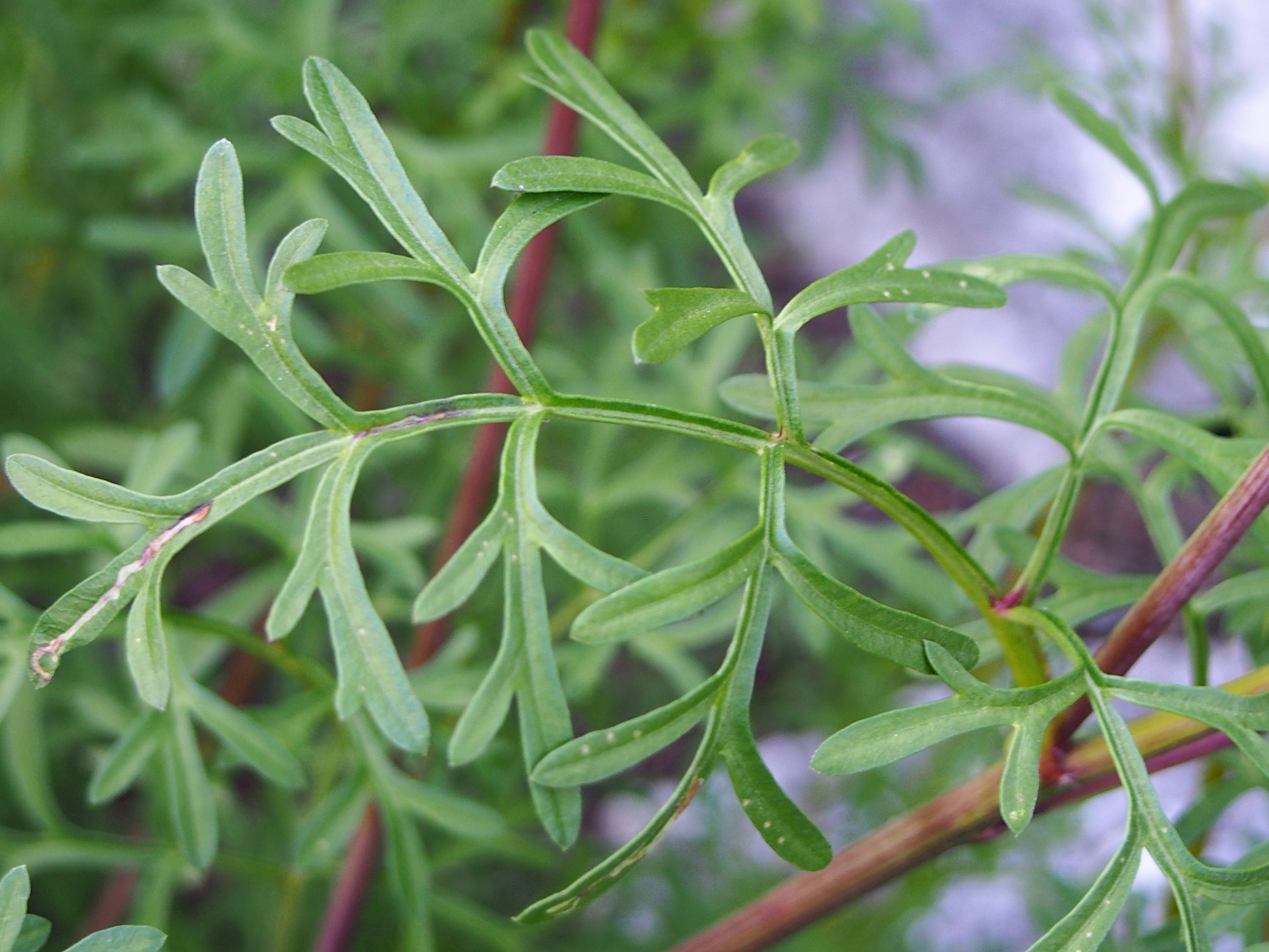
Fulla
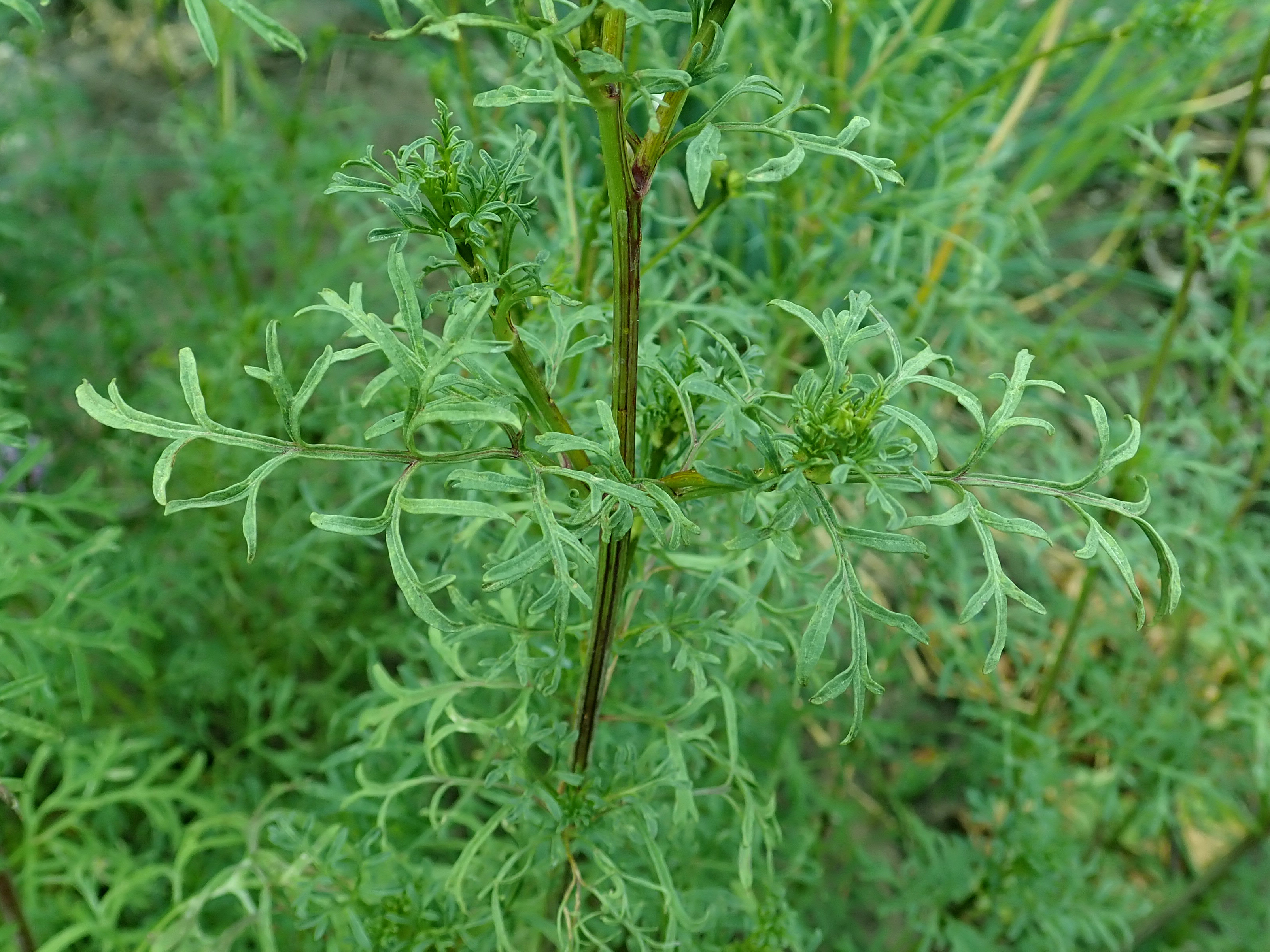
Tija i brots
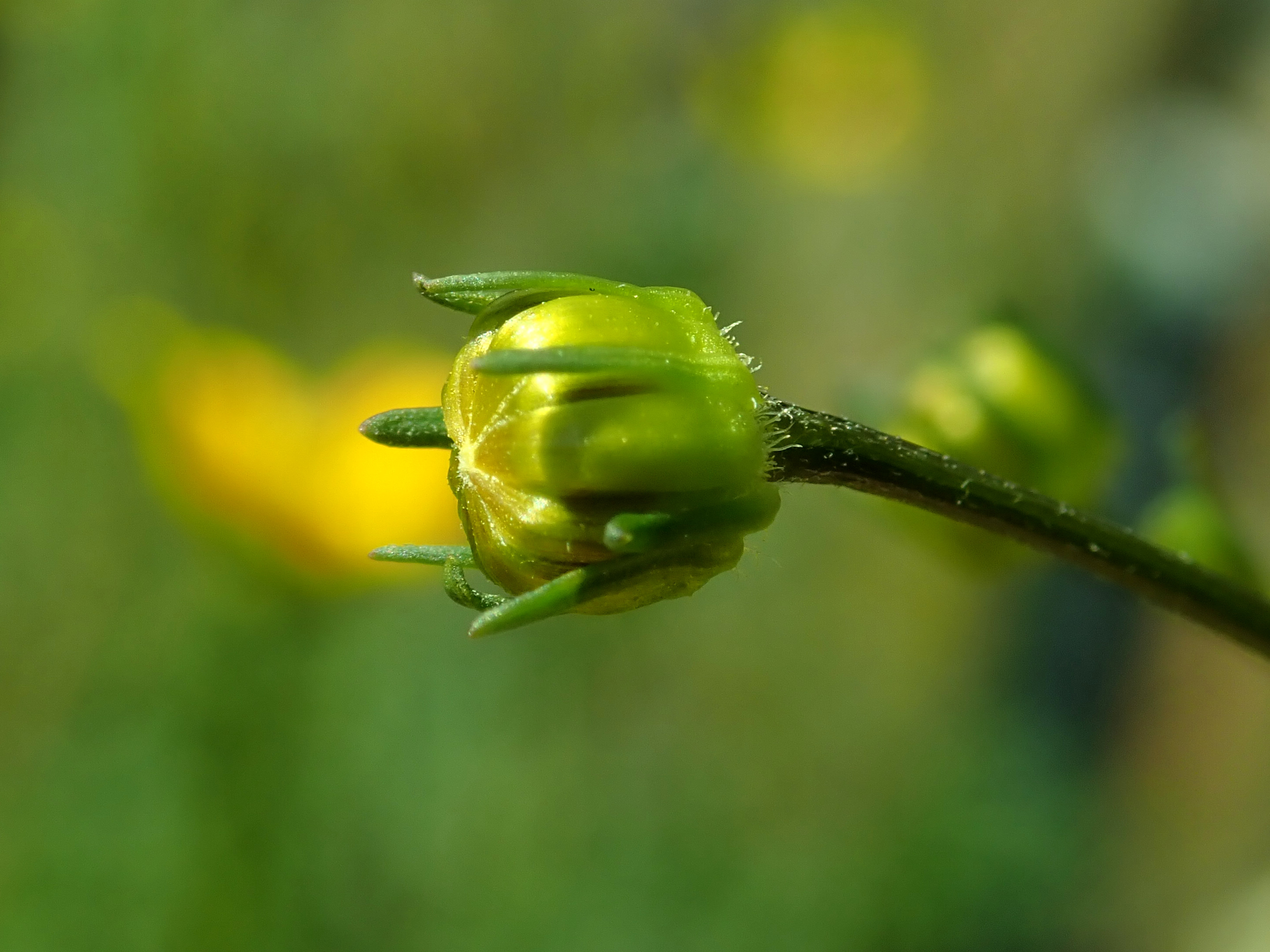
Botó floral tancat
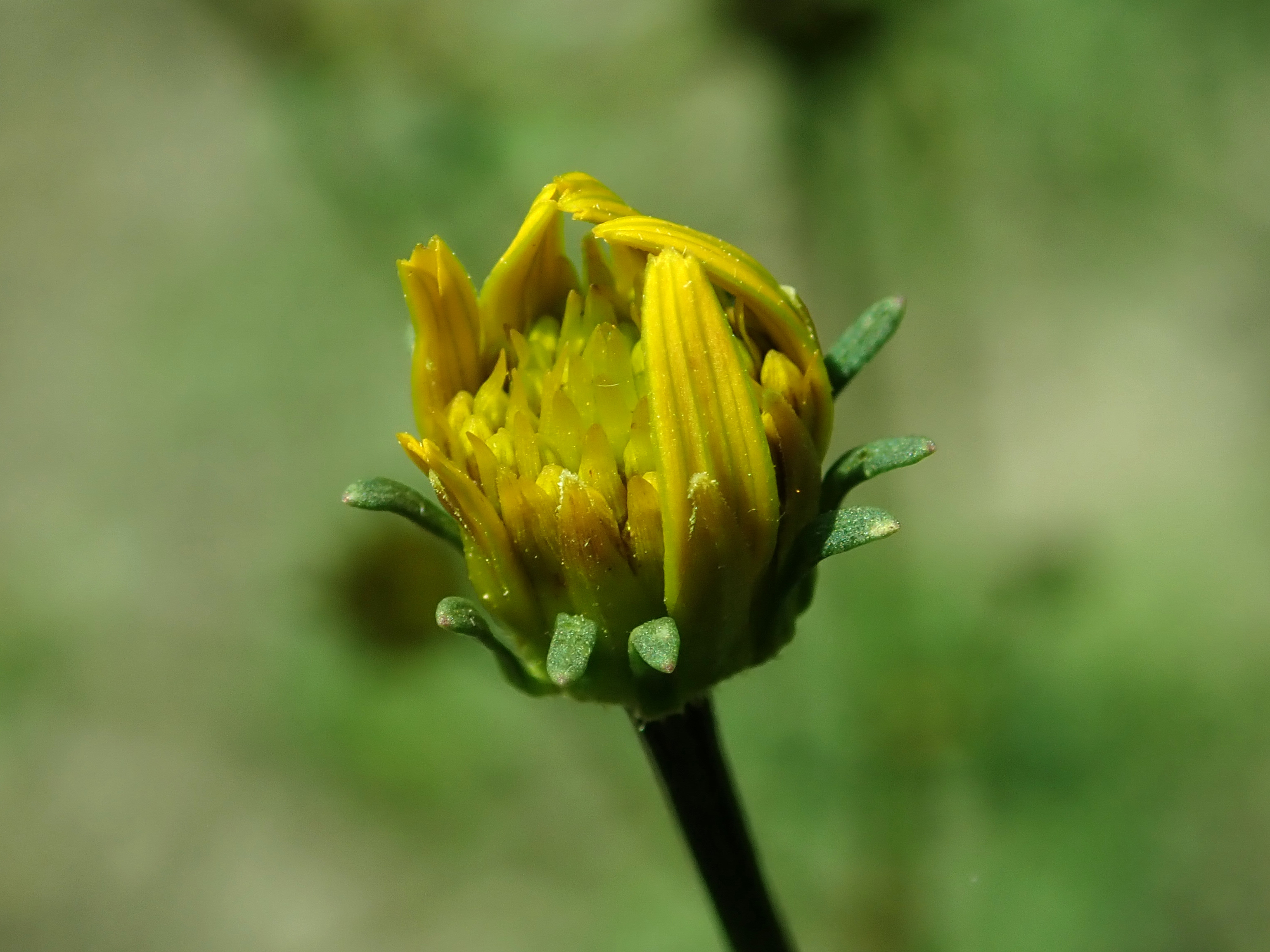
Botó floral obrint-se
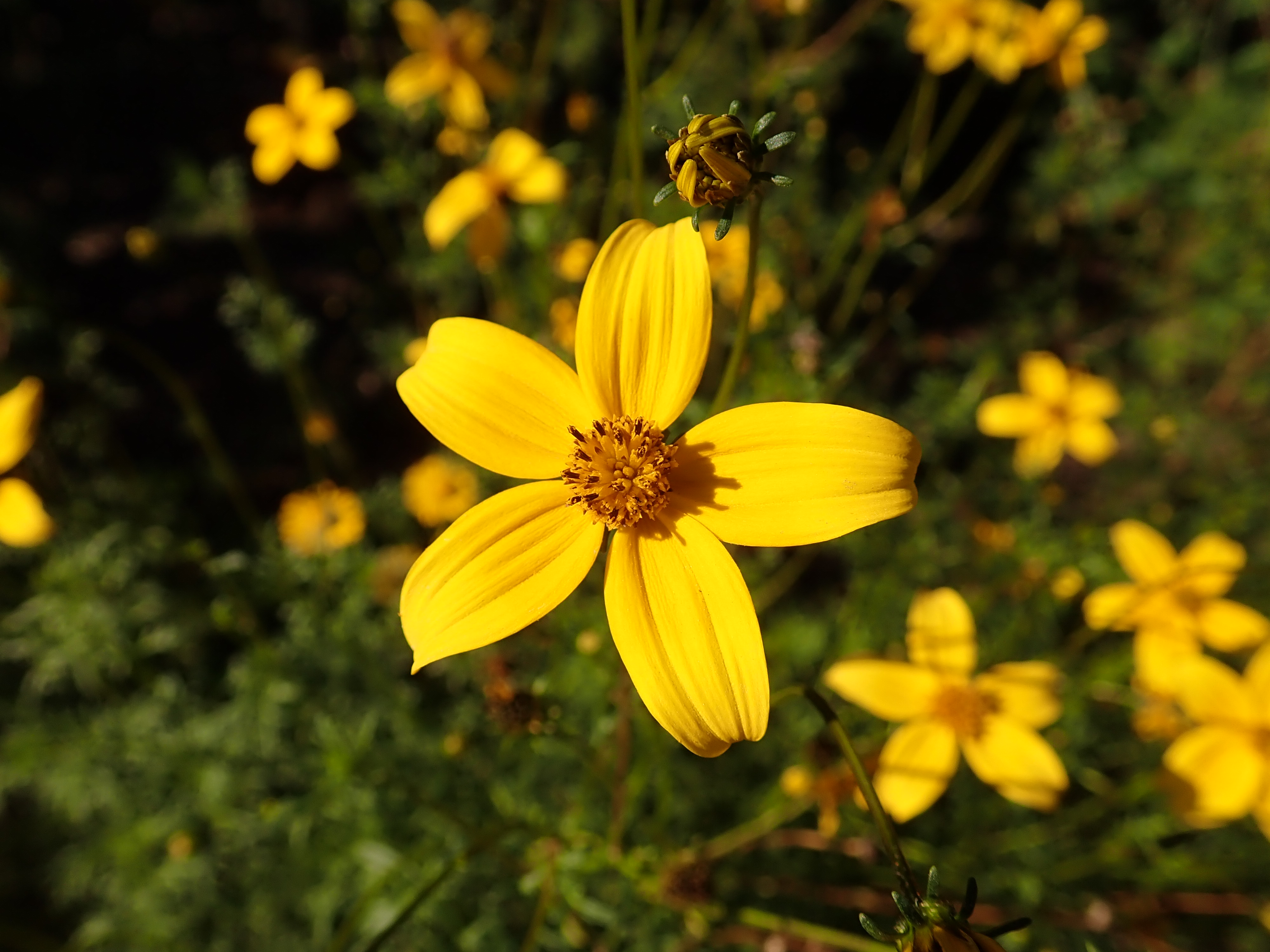
Inflorescència
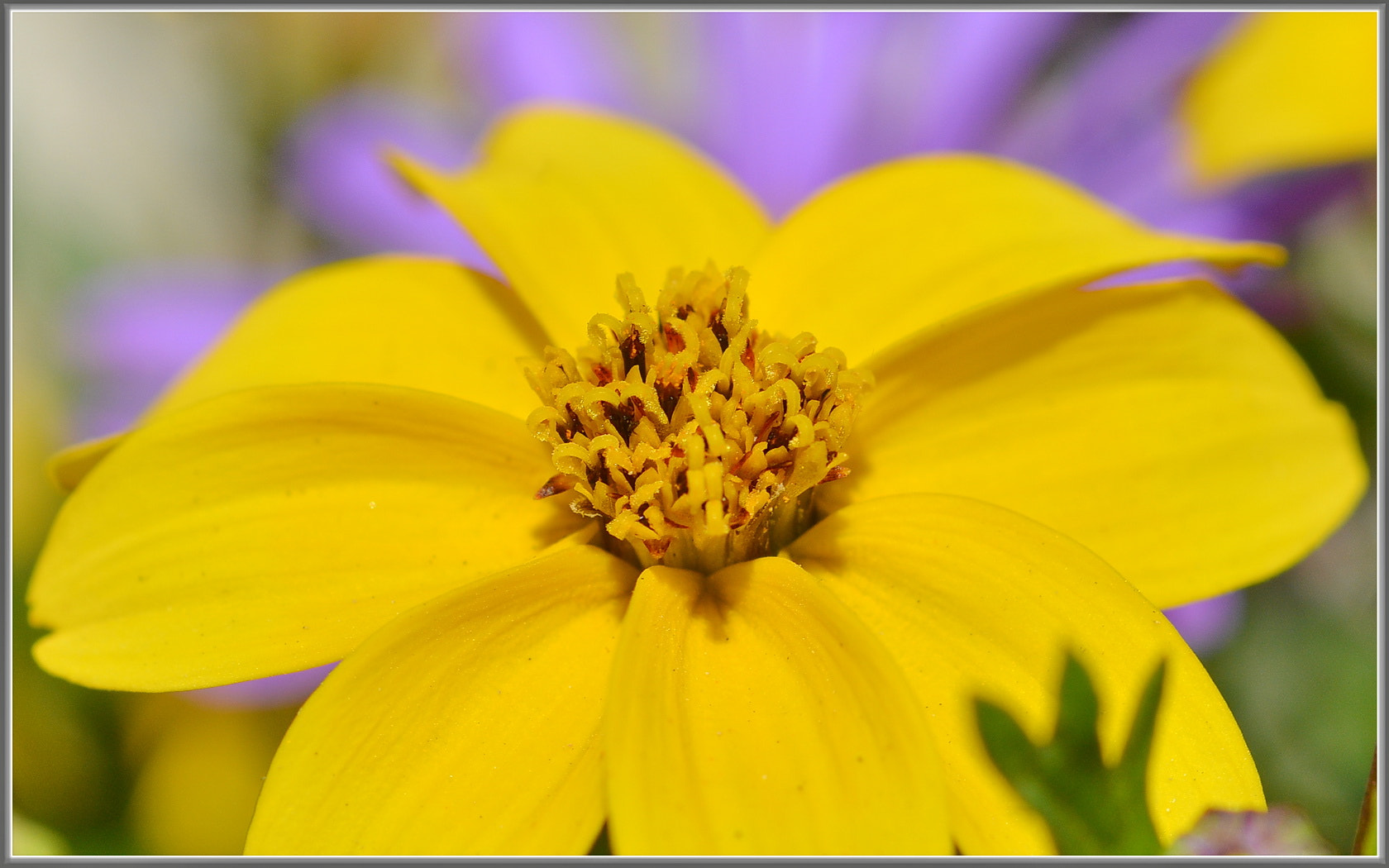
Inflorescència (detall)
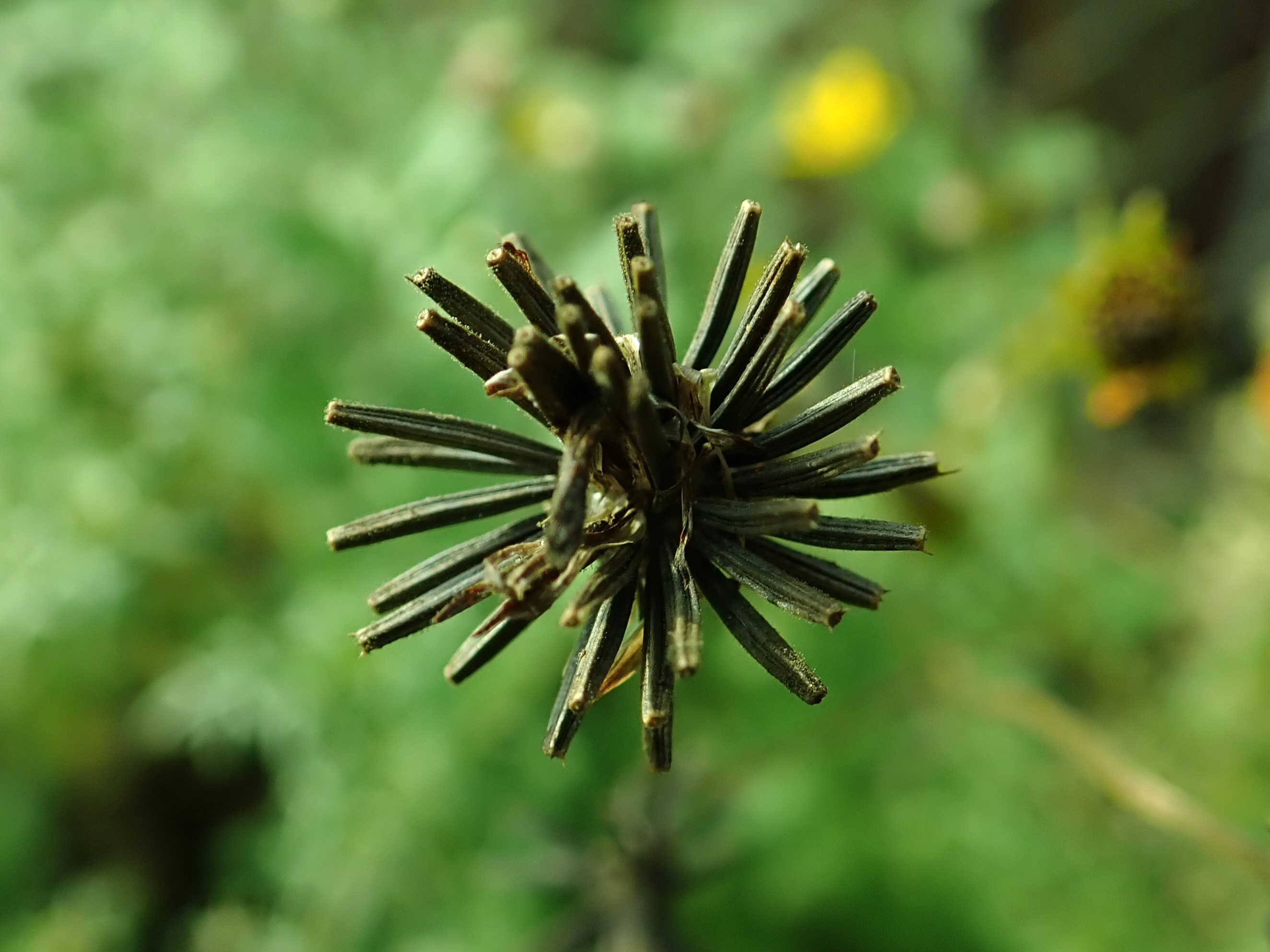
Infructescència
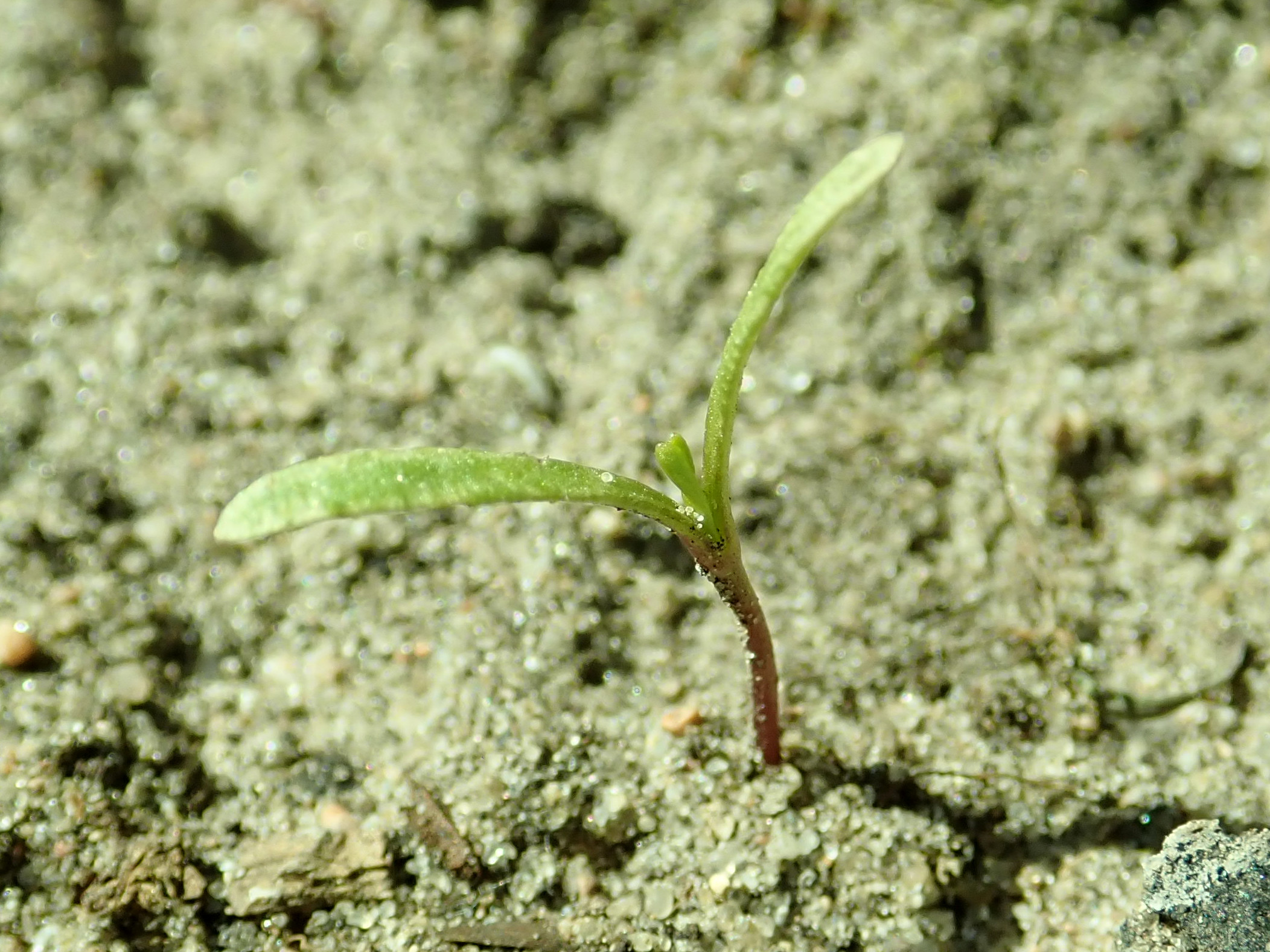
Plàntula 1
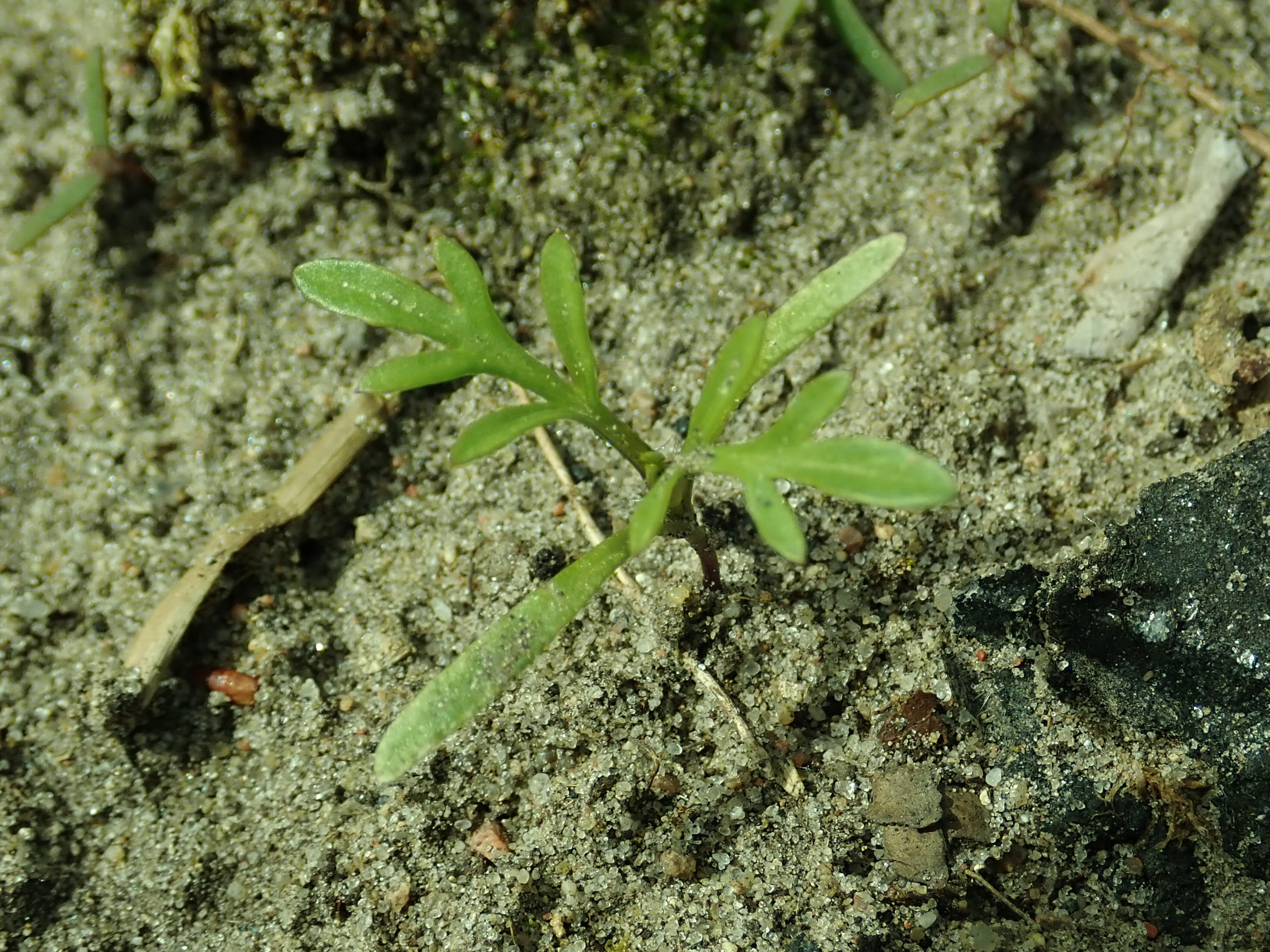
Plàntula 2
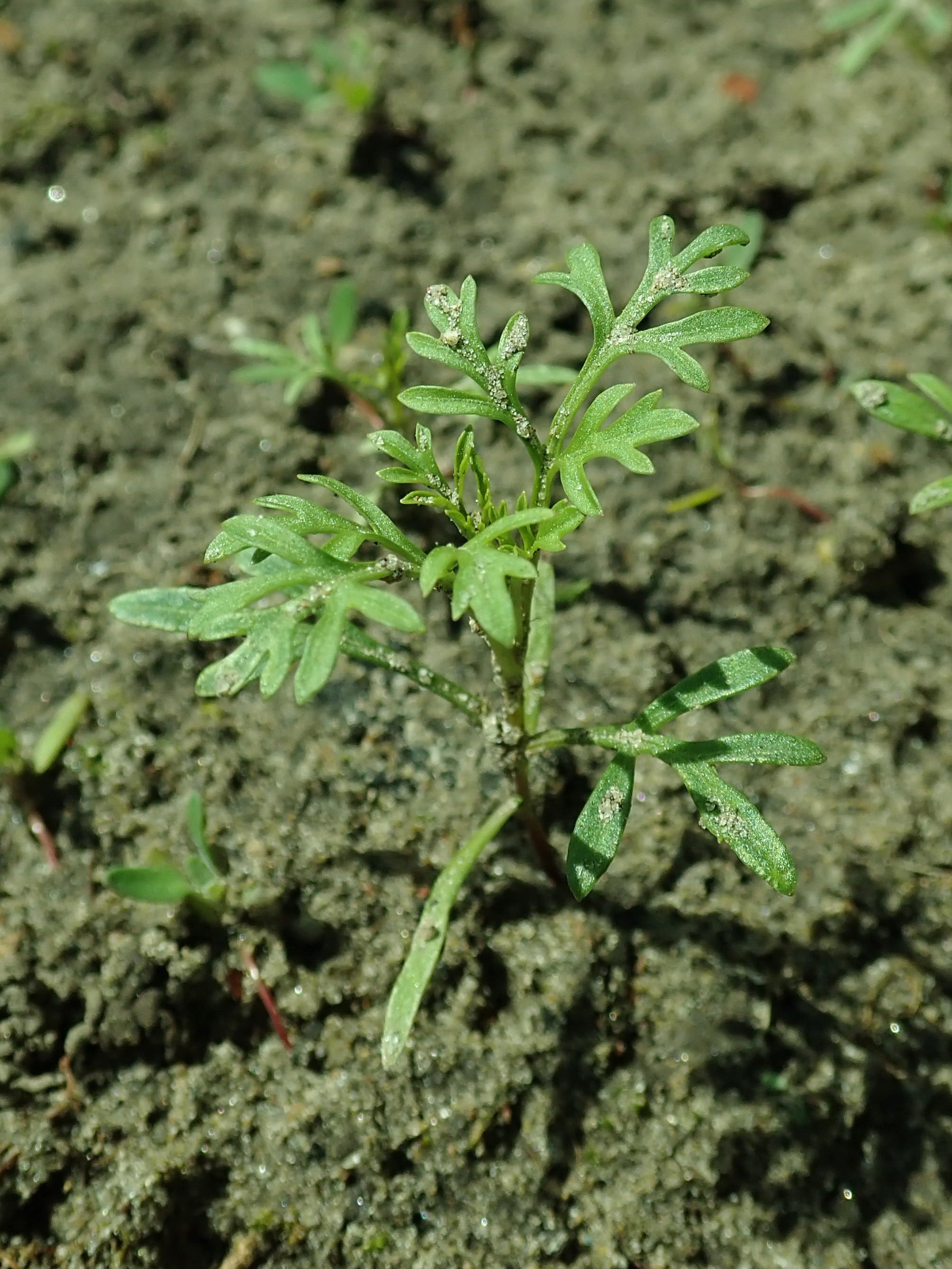
Plàntula 3